# Classics Illustrated (histoires de pirates)
 (janvier 2020).
- Si vous ne connaissez pas le sujet, laissez ce bandeau (vous pouvez alors contacter les auteurs).
- Si vous supprimez le contenu mis en cause (vous pouvez préalablement contacter les auteurs),

argumentez précisément cette suppression dans la page de discussion
(un manque de référence n'est pas un argument ; une recherche réelle de référence doit avoir été effectuée, être formellement documentée).
Classics Illustrated est, comme son nom l’indique, une collection qui adaptait les grands classiques de la littérature en bandes dessinées. Dans ce registre, outre L’Île au trésor, trois fascicules se rapportent à la geste des pirates.

## The Red Rover
Publié au #114 en décembre 1953, The Red Rover est un roman de Fenimore Cooper mieux connu en France pour son roman du Dernier des Mohicans. Ce roman maritime traduit chez nous sous le titre du Corsaire Rouge n’a rien à voir avec le film du même nom de Robert Siodmak. Pourtant, il n’est pas interdit de penser que c’est le succès du film qui a incité les éditions Gilberton à adapter le livre et ce même si les titres anglais sont différents (The Crimson Pirate / The Red Rover), couleur et « métier » étant à même de porter la confusion.
C’est Peter Constanza qui a dessiné les 44 planches sans que l’on sache qui a réalisé l’adaptation. Or ce qui surprend dans cette adaptation est la disparition pure et simple de deux des personnages Noirs du roman. Soulignons que sans être essentiel, leur rôle est important et que tous deux sont des protagonistes « positifs ». Il apparaît donc qu’en 1953, adaptateur et éditeur étaient d’accord pour escamoter, soit par conviction, soit par peur d’irriter une partie du lectorat de la revue, un des aspects importants du livre originel. C’est au mieux une mutilation au pire une censure, mais cela en dit long sur la considération de l’Amérique blanche sur ses concitoyens noirs au milieu du siècle dernier.
Dans un chapitre plus cocasse, l’un des personnages présente au héros les multiples pavillons gagnés au cours de combats. Parmi eux, celui de la France. Simple petit problème, il s’agit du drapeau tricolore ! Comme l’action est censée se dérouler en 1759, nous sommes quand même 30 ans avant qu’il ne vienne l’idée à quelqu’un de confectionner notre drapeau. Mieux encore, ayant sous doute appris que le drapeau des rois de France était fleur-de-lysé, notre dessinateur rajoute une fleur de lys sur la bande blanche. Mais ce n’est pas tout, le drapeau portugais est celui qui a cours depuis… 1912 et celui de l’Espagne est carrément celui de la IIe République espagnole (1931-1939).

## The Dark Frigate
Publié au #132 en mai 1956, The Dark Frigate est un roman de Charles Boardman Hawes. Philip Marsham est un jeune adolescent qui après quelques péripéties s’embarque sur un bateau, le Rose of Devon, et en devient le bosco. Malheureusement l’équipage se débarrasse du capitaine et devient maître du bateau avec comme seul objectif vivre de la piraterie. 

Après de nouvelles aventures, Philip s’échappe parvient à prévenir un navire britannique qui mouille dans la crique d’une petite île. Pris pour un pirate, il est fait prisonnier. Mais ses renseignements permettent aux militaires de la Royal Navy de se saisir des pirates après un combat. 

Un procès et vraisemblablement la corde attend tout ce beau monde. Philip verra-t-il son innocence reconnue ?
L’adaptation faite et dessinée par des inconnus s’arrête là alors que le livre édité en 1924 allait nettement plus loin mais les 44 planches quasi réglementaires chez Gilberton étaient dessinées et cela semblait largement suffisant !
À noter qu’une autre histoire de Charles Boardman Hawes sera adaptée, The Mutineers (#122 septembre 1954). Si dans cette dernière histoire figurent bien des pirates, ils sont toutefois loin d'être le nœud central de l’ouvrage.

## The Buccaneer
Ce fascicule est l’adaptation du film The Buccaneer que le titre français a mis au pluriel. Publié en janvier 1959, soit quasiment au même moment que la sortie du film, ce #148 joue sur les mots puisqu’il annonce « This book based on Cecil B. DeMille presentation ». En l’occurrence c’est ce « presentation » qui est ambigu car, contrairement à ce que l’on pense, il ne s’agit pas de The Buccaneer de Cecil B. DeMille mais… du film d’Anthony Quinn. C’est d’ailleurs le seul qu’il ait jamais réalisé !

Cela étant, il convient de préciser qu’à l’époque l’acteur américano-irlando-mexicain était marié à la fille du fameux metteur en scène. Celui-ci était déjà fort malade, il mourra d’ailleurs le 21 janvier 1959, et c’est donc son gendre qui le remplaça. La version de Quinn est le remake de celle de 1938, signée par DeMille, et dans laquelle Anthony Quinn avait un rôle repris cette fois par Steven Marlo.

Les 46 planches de Bob Jenney et George Evans peuvent difficilement rendre l’intégralité des 2 heures du film mais ne sont pas sans charme. Le film, comme le livre, font du pirate d’origine française, Jean Lafitte, le héros de l’histoire et le sauveur de La Nouvelle-Orléans lors de la guerre de 1812.

Elle montre aussi l’ingratitude des États-Unis puisque le héros est obligé de quitter le pays qu’il a défendu avec énergie. Elle se termine par cet échange désormais classique qui est repris dans le comics :
« Where are we headed ?

– Where we belong. Our only country is the deck benath our feet. »